# سیارک ۱۰۸۱۲
سیارک ۱۰۸۱۲ (به انگلیسی: 10812 Grotlingbo، نامگذاری:1993FZ25) ده هزار و هشتصد و دوازدهمین سیارک کشف شده‌است که در ۲۱ مارس ۱۹۹۳ کشف شد.
قدر مطلق سیارک برابر ۲۹.۵ است.